# Короткоклювая кустарниковая танагра
Короткоклювая кустарниковая танагра (лат. Chlorospingus parvirostris) — вид воробьиных птиц из семейства Passerellidae.
Птицы обитают у берегов рек, речек, ручьёв и субтропических и тропических горных влажных и сильно деградированных лесах, на высоте от 1400 до 2000, реже до 2600 метров над уровнем моря. Длина тела около 14,5 см, массой около 20 грамм.
Выделяют три подвида:
- Chlorospingus parvirostris huallagae — восточные склоны восточных Анд от департаментов Кундинамарка и Мета (Колумбия) южнее через Эквадор до региона Ла-Либертад (северо-западный Перу);
- Chlorospingus parvirostris medianus — на восточных склонах Анд в регионах Хунин и Куско (до провинции Урубамба) (центральный Перу);
- Chlorospingus parvirostris parvirostris — восточные склоны Анд в юго-восточном Перу и соседних территорий Боливии.